# Tanjung Betik
Tanjung Betik is een bestuurslaag in het regentschap Aceh Singkil van de provincie Atjeh, Indonesië. Tanjung Betik telt 190 inwoners (volkstelling 2010).